# Османско-угарски сукоби
Османско-угарски сукоби су сукоби између Османског царства и Краљевине Угарске. Вођени су од краја 14. до почетка 16. века. Завршетком ратова сматра се битка код Мохача 1526. године после које Мађарска престаје да постоји као самостална држава.

## 14. век
Након освајања већег дела Бугарске и након Косовског боја, Турци упадају у мађарске граничне области. Први сукоб са Мађарима вођен је 1390. године када су Турци, по повратку из Баната са пленом кога су опљачкали, нападнути од стране северинског бана Миклоша Перењија који их је потукао и ослободио заробљенике. Мађарски краљ Сигимунд је две године касније прешао Дунав и потукао Турке такође код Браничева, а затим их, долином Млаве, гонио до близу манастира Горњака. После неуспешне опсаде Голупца, Сигимунд се повукао у Влашку где је на послушност приморао дотадашњег војводу Јована Мирчета. Турски султан Бајазит предузима озбиљне припреме за рат са Угарском. Главним снагама осваја Трново 1393. године и тиме окончао постојање средњовековне државе Бугарске. Затим је освојио Мали Никопољ, тврђаву на левој обали Дунава. Сигимунд је тек почетком 1395. године сакупио војску и, уз помоћ влашког војводе Мирчета, нанео пораз Турцима на Ровинама. У бици су, као Бајазитови вазали, учествовали Стефан Лазаревић, Константин Дејановић Драгаш и Марко Мрњавчевић. Драгаш и Марко погинули су у боју. Победом на Ровинама, Сигимунд је освојио Мали Никопољ, а Мирчета је вратио на влашки престо. Наредне године, Сигимунд је заузет унутрашњим збивањима у Угарској што је турском султану омогућило да Мирчета збаци са престола и на њега постави свог војводу. Избегли Мирче склапа савез са Сигимундом и војно га помаже у борбама против Турака.

### Никопољски рат
У походима у јужној Мађарској, Турци до краја септембра стижу до Темишвара где им пораз наноси темишварски велики жупан Миклош Марцали. У мађарској је следеће године проглашен општи рат против Турака. Он је имао карактер крсташког рата. По највећој бици која се водила, назван је и „Никопољски крсташки рат”. У помоћ мађарским феудалцима пристигли су и крсташи из Француске и Немачке. Са главнином снага, Сигимунд 13. августа прелази Дунав код Оршове и продужује десном обалом како би се осветио Бајазитовом вазалу, Стефану Лазаревићу. Успео је да заузме Видин. Турци су га дочекали код Никопоља где је 25. септембра вођена одлучујућа битка између Сигимунда, Мирчета и крсташа из Немачке, Француске, Швајцарске, Енглеске, Шкотске, италијанских држава и витезова Јовановаца са једне и Османлија и њихових балканских вазала (укључујући и Стефана Лазаревића) са друге стране. Турци су однели велику победу након чега се крсташки савез распао, а преживели су се дали у бег преко Влашке.

## 15. век
Након пораза Турака и смрти Бајазитове у бици код Ангоре, Стефан Лазаревић постаје Сигимундов вазал. Од мађарског краља доживотно је добио Београд и Мачву. Грађански рат у Османском царству довео је до затишја у мађарско-турским ратовима. Сигимунд је 1415. године поражен од босанско-османске војске код Добоја. Сигимунд је у наредном периоду био ангажован Хуситским ратовима те су се мађарски великаши до 1421. године против Турака борили у Влашкој и Трансилванији са променљивом срећом. Мурат II, нови турски султан, склапа са Мађарима мир 1424. године. Мир је потписан на 12 година, али је Мурат већ 1426. године поставио свога војводу на влашком престолу због чега Сигимунд следеће године упада у Влашку и на престо поставља свог вазала, војводу Дана. Исте године умире Стефан Лазаревић. Према уговору кога је са Сигимундом закључио годину дана пре своје смрти, Мачва, Београд и Голубац требало је да након Стефанове смрти припадну Мађарској. Године 1427. Сигимунд је примио Београд и Мачву (без јужног дела). Међутим, заповедник Голупца предао га је Турцима. Наредне године је мађарска војска покушала да га преотме, али је присиљена да се повуче због надмоћније турске војске. Наредних десет година Турци врше упаде у Влашку и јужну Мађарску. Сигимунд на њих 1437. године покреће велику војску. Мађари су 27. јуна потукли Турке на Годоминском пољу у близини Смедерева.
Нове неприлике у Мађарској искористили су Турци да 1438. године опустоше Трансилванију. Следеће, 1439. године, Турци освајају Смедерево изазваши тако први пад Српске деспотовине. Срби су Смедерево бранили три месеца узалуд чекајући мађарску помоћ. Због неприлика са својим феудалцима око Титела, нови мађарски краљ, Алберт II Немачки није могао да пружи помоћ Србима. Користећи се борбама у Угарској након Албертове смрти, Турци 1440. године освајају Београд, али су принуђени на повлачење. Београд није успео освојити ни смедеревски санџак-бег Исхак-бег. Њега је већ 1441. године Јанош Хуњади (Сибињанин Јанко) потукао пред градом и гонио до Смедерева. Следеће године јаке турске снаге под Мезид-бегом продиру у Трансилванију. Хуњади их је потукао код Сибијуа, а крајем године односи победу над беглербегом Шехабедином код Гвоздених врата.

### Варнински крсташки рат
Мађари су 1443. године предузели поход на Турску са намером да их истерају из Европе. На челу тог похода био је краљ Владислав III Варнењчик и Јанош Хуњади са око 12.000 војника. Њима се придружио и српски деспот Ђурађ Бранковић са око 14.000 коњаника и пешака, Власи и добровољци из Немачке и Пољске. У Србији је овај рат познат под називом Дуга војна. Око 40.000 војника успешно је продрло преко Ниша, Пирота и Софије до Златице, али их је зима и несташица хране приморала да се врате. Хуњади је, водећи претходницу хришћанске војске, нанео пораз беглербегу Касим-паши код Алексинца (3. новембра). Битка код Куновице (2. јануар 1444. година) је такође завршена поразом Турака. Устанак у Малој Азији навео је Мурата да са Мађарском склопи мир на 10. година (1. августа 1444). Међутим, вест да је турска војска одсечена у Малој Азији од стране хришћанске флоте на Дарданелима и подстицање византијског цара Јована VIII, навели су мађарског владара да прекрши мир и, заједно са Хуњадијем, покрене нови поход на Турску. Ђурађ Бранковић није учествовао у новом, „Варнинском” крсташком рату јер је са Муратом склопио мир у Сегедину. Хришћанска војска катастрофално је поражена у великој бици код Варне која се водила 10. новембра 1444. године.

### Косовски крсташки рат
Хуњади није одустао од крсташког рата и поред великог пораза кога је доживео у Бугарској. Прикупио је нову војску и 1448. године покренуо нов рат. Влашки војвода Дан пружао му је подршку. Рат је вођен на територији Србије, а познат је под називом „Косовски крсташки рат”. Мађарска војска брзо је напредовала, а Турци су отпор организовали на Косовом пољу. Битка која је уследила позната је под називом „Други косовски бој”. Хуњадијева војска (24.000 људи) сукобила се са знатно јачом и опремљенијом турском војском султана Мурата. Мађари су изгубили битку због тога што је војвода Дан прешао на страну Турака.

### Владавина Мехмеда II Освајача
Турски султан Мехмед II Освајач продире у Србију до Смедерева 1454. године. Смедерево је издржало опсаду. Ђурађ Бранковић тражи помоћ од Хуњадија који прелази Дунав и наноси пораз војсковоши Фериз-бегу код Крушевца (2. октобар). Хуњади је допринео и поразу Турака приликом опсаде Београда командујући шајкашком флотилом. Неуспех пред Београдом је за неколико деценија зауставио продоре Турака у Мађарску. Краљ Матија Корвин успешно је одолевао турским упадима у Босну, а 1476. године је заузео турско утврђење Шабац. Основао је шабачку, јајачку и сребрничку бановину ради заштите јужних граница Мађарске од турских упада. Октобра 1479. године око 30.000 Турака упада у Трансилванији. У равници недалеко од Орештја поражени су од стране трансилванског војводе Иштвана Баторија и тамишког грофа Пал Кинижија (то је у ствари Србин кнез Павле Бранковић). Турци су поражени и три године касније приликом напада на Смедерево. Пораз су им нанели Пал Кинижи и деспот Вук Гргуревић (битка код Бечеја).

## 16. век
Самовоља мађарских племића у време Владислава Јагела (1490—1516) ометала је значајније акције против све моћнијих Турака. За крсташки рат кога је 1514. године папа објавио против Турака јавило се мноштво мађарских сељака, али су се племићи окренули против њих уместо да ратују против Турака. Тако је дошло до великог сељачког устанка. Устанике је предводио Доже Ђерђ. Ратовима изнурена Мађарска била је неспособна да се одупре нападу најмоћнијег турског султана у историји, Сулејмана II Величанственог. Београд и Шабац освојени су 1521. године. Након освајања Београда, Сулејману није било тешко да са великим снагама продре у Мађарску. Битка код Мохача (29. август 1526. године) означила је крај државне независности Мађарске. Од тада се борбе на овом простору називају османско-хабзбуршким сукобима.